# Джунайнат-Раслан
Джунайнат-Раслан (араб. جنينة رسلان‎) — небольшой город на северо-западе Сирии, расположенный на территории мухафазы Тартус. Входит в состав района Дурейкиш. Является центром одноимённой нахии.

## Географическое положение
Город находится в восточной части мухафазы, на западных склонах южной части хребта Ансария, на высоте 565 метров над уровнем моря.

Джунайнат-Раслан расположен на расстоянии приблизительно 20 километров к востоку-северо-востоку (ENE) от Тартуса, административного центра провинции и на расстоянии 152 километров к северо-северо-западу (NNW) от Дамаска, столицы страны.

## Население
По данным официальной переписи 2004 года численность населения города составляла 2885 человек (1504 мужчины и 1381 женщина). Насчитывалось 598 домохозяйств.

## Транспорт
Ближайший гражданский аэропорт — Международный аэропорт имени Басиля Аль-Асада.